# Saint-Germain-sur-Ay

Saint-Germain-sur-Ay este o comună în departamentul Manche, Franța. În 1 ianuarie 2022 avea o populație de 920 de locuitori.